# Chiesa di San Paolo (Olbia)
La chiesa di San Paolo è uno dei principali luoghi di culto cattolici della città di Olbia, in Sardegna.

## Storia e descrizione
L'edificio sorge nella parte alta del centro storico e venne edificato sulle rovine di un tempio pagano di epoca romana, forse dedicato ad Ercole. Intitolata originariamente alla Conversione di San Paolo, è stata l'unica parrocchia olbiese fino al 1954, quando fu riaperta l'antica basilica di San Simplicio, già cattedrale e fuori le mura.
La vicinanza della chiesa al sito in cui si elevava il castello giudicale (attuale palazzo dell'ex Guardia di Finanza, in corso Umberto), i cui resti ancora erano visibili nei primi anni dell'Ottocento, la fanno ritenere la cappella palatina dei 
sovrani di Gallura e loro luogo di sepoltura.
La chiesa risale probabilmente al Basso Medioevo, essendo già citata in documenti del XV secolo, ma venne pesantemente ristrutturata e modificata nella metà del XVIII secolo, adeguata, come in altri casi, al gusto predominante barocco.
Nel 1939, l'edificio, di forma rettangolare con tre cappelle per parte, fu ampliato con pianta a croce latina, cupola (successivamente maiolicata) e navata trasversale. Purtroppo si decise di demolire l'attiguo e vetusto oratorio della confraternita della Santa Croce, che, tuttavia, sarà rifatto negli anni novanta.
L'interno, barocco, fu affrescato negli anni sessanta dal pittore Alberto Sanna (1929-2010): Resurrezione e angeli musicanti nell'abside, la Via Crucis nelle pareti laterali, l'illustrazione dei Sacramenti nell'intradosso della cupola.
Assai interessanti sono: l'altare maggiore e la balaustra in marmo policromo, il coro e il pulpito lignei di scuola veneziana, i secenteschi sandali d'argento e la coronetta della Madonna Assunta, l'ostensorio di maniera barocca siciliana, le statue del Settecento di San Paolo, di San Francesco e della Vergine. Il campanile, la sobria facciata e l'intera parte esterna sono di granito gallurese.
Recentemente sono state rinvenute, nei sotterranei della chiesa, due cripte con i resti dei componenti di diciotto famiglie locali. Come, infatti, ipotizzava lo storico Dionigi Panedda (1916-1989) e, tuttora, l'architetto Giovanni Fara, nuove ricerche potrebbero portare al ritrovamento di tombe più antiche, soprattutto del periodo giudicale.

## Galleria d'immagini

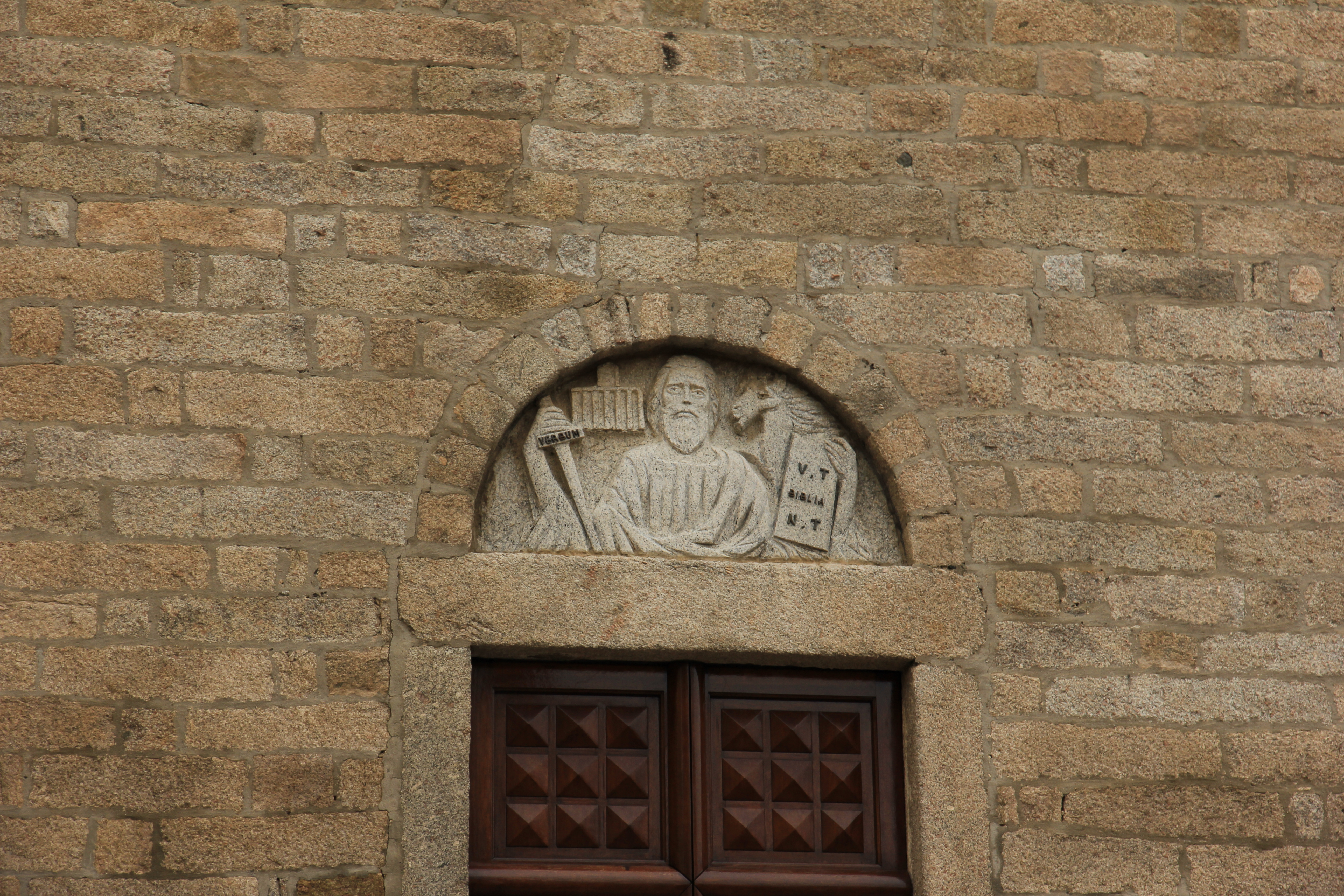
L'ingresso
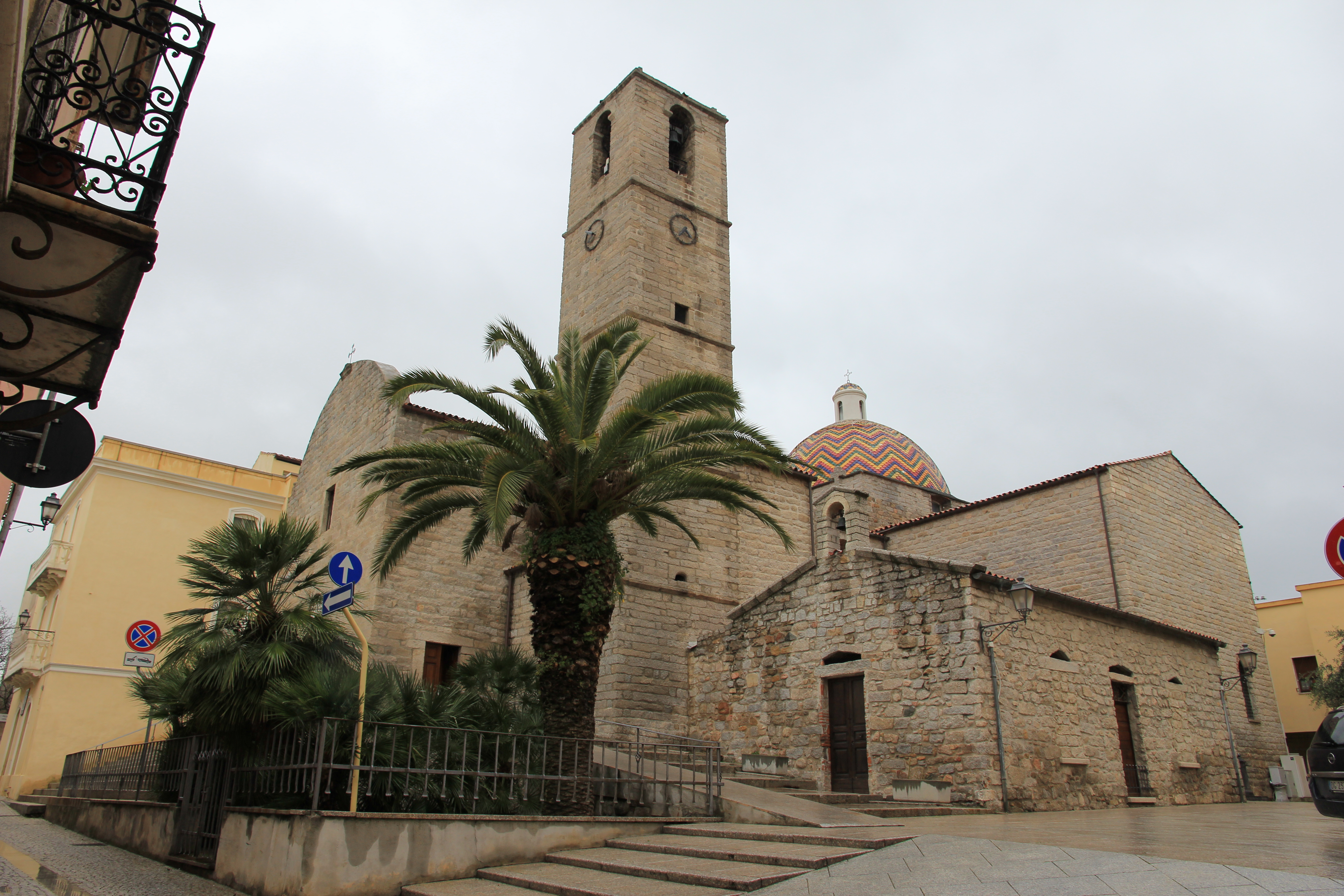
La chiesa e l'oratorio
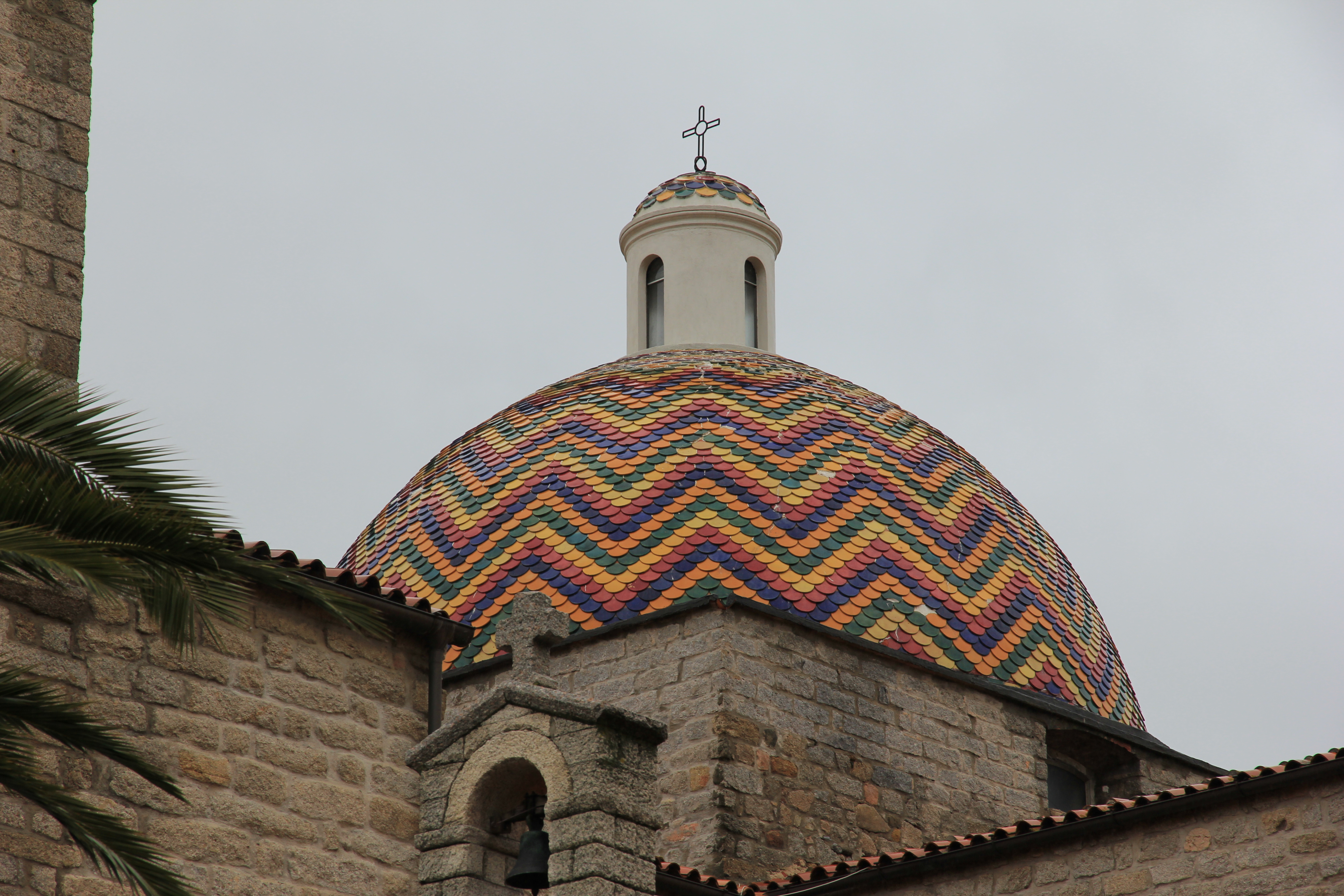
La cupola
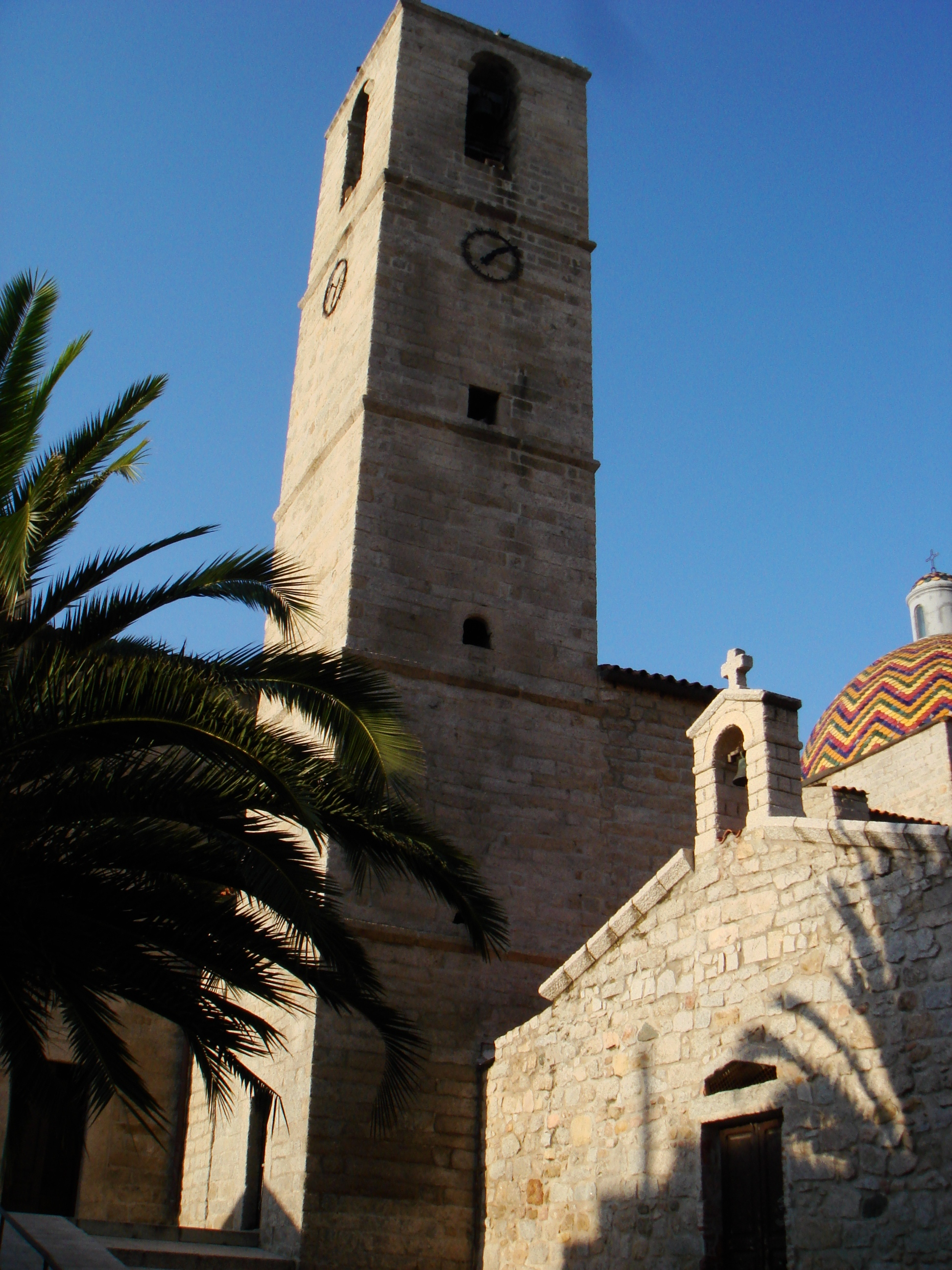
Il campanile